# موتور حاجی موسی شه‌بخش
موتور حاجی موسی شه‌بخش یا موتور میربیک روستایی در دهستان چاه احمد بخش نازیل شهرستان تفتان استان سیستان و بلوچستان ایران است.

## جمعیت
بر پایه سرشماری عمومی نفوس و مسکن در سال ۱۳۹۵ جمعیت این روستا ۷۱ نفر (۱۵خانوار) بوده‌است.